# حیمر
حیمر (به عربی: حیمر) یک روستا در سوریه است که در ناحیه مرکز جرابلس واقع شده‌است. حیمر ۱٬۷۴۹ نفر جمعیت دارد.